# Memphis la Blusera

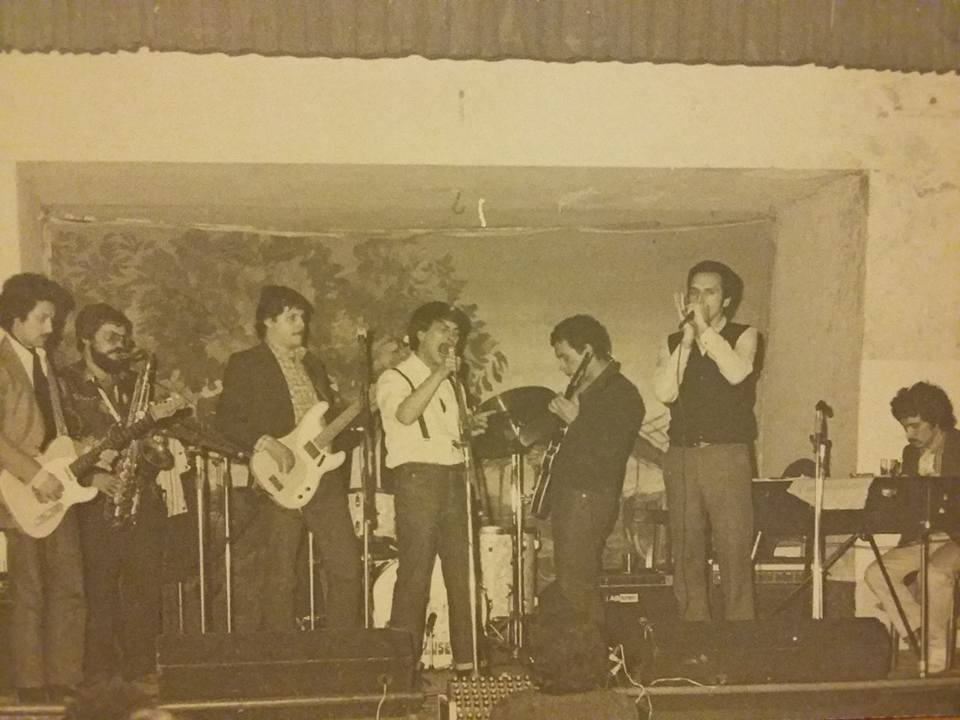
Primera formación de Memphis La Blusera, en 1981. Con las caras visibles de Beiserman, Villanueva, Villegas y Otero.

Memphis La Blusera es una banda de blues rock y jazz argentina. Formada en el barrio porteño de Floresta en 1978, alcanzó su máxima popularidad a finales de los años ochenta y en la década de los noventa, en especial con sus discos Nunca tuve tanto Blues y Cosa de hombres.
En 2008, en el aniversario número 30 de la banda, después de diez álbumes de estudio, cinco álbumes en vivo, un álbum recopilatorio y más de 2000 presentaciones en vivo, Adrián Otero anunció su salida de la banda y posteriormente Daniel Beiserman (miembro fundador de la banda) anunció la disolución del grupo.
Tras el fallecimiento del exvocalista de la banda, Adrián Otero, en 2012, El Ruso Beiserman, comenzó a gestar una nueva formación con Emilio Villanueva en saxo, quien falleció el mismo día en el que mediante rueda de prensa se iba a anunciar el retorno de la banda con Martín Luka en voz. La banda actualmente ha vuelto a los escenarios.

## Historia

### Inicios
Los comienzos de la banda fueron humildes, la primera presentación de Memphis en vivo fue en el teatro Unione e Benevolenza, en 1978, con un público de cien personas. No habría sido hasta luego de ensayar durante muchos meses y hasta estar conformes con el sonido alcanzado que se habrían animado a organizar shows. Se programó una segunda actuación para el 19 de agosto del mismo año, que debió ser postergada una semana por la muerte del papa Juan Pablo I.
En 1981 fueron teloneros de Pajarito Zaguri en Obras y en 1982 se presentaron en el Festival B.A. Rock. Allí recibieron buenos comentarios de la prensa y naranjazos del público, nada acostumbrado y conforme con el sonido blues de la banda.

### 1983-1995:Alma bajo la lluviay éxito nacional
El primer álbum de estudio de la banda, Alma bajo la lluvia, publicado en 1983, fue un impulso para el reconocimiento de la misma, aquí se encontraron sencillos por los cuales se produjo su ascenso a la fama como «Blues de las 6 y 30», «Moscato, Pizza y Fainá», «Lo mismo boogie», entre otros clásicos de la banda.
Con una constante actividad sobre los escenarios, sería recién tres años después, en 1986 cuando se publica su segundo álbum de estudio, Medias negras, que si bien el grupo es conocido por hacer temas de blues, jazz y boogie, este disco fue la primera y única experimentación con sonidos electrónicos al estilo New wave de aquella época, por lo cual tiene canciones con batería electrónica, secuenciador y caja de ritmos, además cuenta con las famosas canciones, «La Bifurcada» y «Monton de Nada».
En 1988 lanzaron su tercer álbum, de título Tonto rompecabezas, aquí abandonaron la cuestión social y callejera de los anteriores y las letras abordan más el amor, dejando de lado el lunfardo, que persistió únicamente en el tema «Sopa de letras». Sin embargo, la temática barrial retornó una vez más en el siguiente álbum, "Memphis La Blusera", lanzado 1991.
En 1993 lanzaron su quinto álbum de estudio de nombre Nunca tuve tanto Blues, este contó con sencillos como «Gin y cerveza», «Blues del tren», entre otros.
En 1994 protagonizaron su primer primer álbum en vivo de título Memphis en vivo, aquí presentaron todos sus éxitos hasta esa fecha en el Teatro Gran Rex.
En 1995 siguieron con sus presentaciones en locaciones con gran espacio para público como Obras Sanitarias, Plaza las Américas en Córdoba, o La Trastienda Club y también tocando en países como Chile, Uruguay, entre otros.

### 1996-2002: Nunca tuve tanto Blues y25º aniversario
El año 1996 fue el mejor año de la banda desde su fundación, recibieron su primer disco de oro para "Nunca tuve tanto Blues" (1993) y también lanzaron su sexto disco Cosa de hombres, presentando este llevaron a cabo cinco shows repletos en el Estadio Obras, y otro recital al aire libre ante 20 000 personas.
Para entonces, habían logrado un récord difícil de igualar: más de 1300 presentaciones en diecisiete años de carrera.

Hemos visto pasar cincuenta mil modas... y seguimos siempre tocando blues, que es una música clásica.
Adrián Otero

Así mismo en 1999 presentaron El acústico en el local La Trastienda, aquí tocaron sencillos reconocidos de la banda y nuevos éxitos de los últimos discos hasta esa fecha, el DVD final también incluyó parte del show en el Estadio Obras Sanitarias, el cual se llevó a cabo el 14 de agosto de 1999. Posterior a esto la banda se presentó en vivo en otros países de Hispanoamérica. 
En 2001 lanzaron su octavo álbum de estudio, Angelitos culones, este álbum toco los temas de costumbres urbanas, amor, pleitos y desengaños, fue distribuido por Warner Music Group y presentado en el Teatro Gran Rex en mayo de ese mismo año.
En mayo de 2002 fueron invitados a un ciclo de música popular en el Teatro Colón. Allí reversionaron todos sus hits, acompañados por la Sinfónica Nacional. Ese mismo año el Estadio Luna Park festejó el 25 aniversario de Memphis, allí se grabó el disco doble 25° aniversario que conmemora el cuarto de siglo en actividad, con los clásicos de siempre, desde "La bifurcada" hasta "La flor más bella", tiene una duración total de 1 hora 40 minutos y fue editado por Pelo Music.

### 2003-2008: Consagración y salida de Adrián Otero
En 2003 presentaron el disco grabado en vivo un año antes titulado En vivo en el Colón, y posteriormente, en 2004 la publicación el show más conocido de su carrera por su 25º aniversario, este fue grabado en vivo en el Estadio Luna Park el 16 de noviembre de 2002, publicado por PopArt discos en la plataforma de YouTube el show cuenta con millones de visitas.
En 2005 sacaron el noveno y último álbum de estudio en el que participaría Adrián Otero, este fue titulado ...etc. y contó con once sencillos.
A comienzos de 2008, Adrián Otero anunció, a través de una carta abierta, su decisión de dejar la banda e iniciar su carrera solista. Daniel Beiserman y Emilio Villanueva continuaron con el proyecto, pero al no ceder Otero sus derechos sobre el nombre, modificaron su nombre a Viejos Lobos del Blues dando por disuelta a La Blusera.
Otero, de cincuenta y tres años, integró Memphis La Blusera entre 1980 y 2008, cuando decidió probar suerte en solitario. En la agrupación, además de cantante, tomó el rol de líder y principal compositor. Allí editaría más de una decena de trabajos, entre discos de estudio y en vivo. Como solista, en tanto, sólo alcanzó a publicar Los discos Imán (2008) y El jinete del Blues (2012) que se terminó editando en forma póstuma.

### 2012-presente: Vuelta de la banda,Siemprey shows
En 2012, la banda se vio afectada por el fallecimiento de su exlíder Adrián Otero, pero siguió en actividad de la mano de "El Ruso" Beiserman. El excabeza del grupo estaba preparando su segundo álbum como solista titulado El jinete del Blues, el cual fue lanzado de manera póstuma el 1 de julio de 2012. Cinco meses después del fallecimiento de Otero se dio el fallecimiento de otro destacado integrante de Memphis; el 12 de noviembre se dio la partida de Emilio Villanueva, saxofonista y uno de los fundadores de la banda. Dentro de los fanáticos de la banda era conocido como "el saxo de La Paternal"  
En 2014, publicaron su décimo y hasta el momento último álbum de estudio titulado Siempre, fue el primer álbum que publicó el grupo sin Adrián Otero y contó con títulos como «A veces dices que si» o «Maldita realidad».
En marzo de 2018, el grupo volvió hacer presentaciones, esta vez en la Usina del Arte.
El 10 de octubre de 2021, la banda se presentó en el Estadio Obras Sanitarias a cuarenta años de su debut en el mismo sitio. Unos meses después el creador de la banda, Beiserman, sufrió la amputación de una pierna por lo cual una cantidad importante de shows previstos se detuvieron. En febrero de 2022 retomaron los shows presentándose en Cosquín Rock.

## Discografía

#### Álbumes de estudio
- 1983: Alma bajo la lluvia
- 1986: Medias negras
- 1988: Tonto rompecabezas
- 1991: Memphis "La Blusera"
- 1993: Nunca tuve tanto Blues
- 1996: Cosa de hombres
- 1998: Hoy es hoy
- 2001: Angelitos culones
- 2005: ...etc.
- 2014: Siempre

#### Álbumes en vivo
- 1994: Memphis en vivo
- 1999: El acústico
- 2003: En vivo en el Colón
- 2004: 25º aniversario

#### Álbumes recopilatorios
- 1992: Memphis La Blusera

## Premios y nominaciones
| Año  | Premio                | Categoría                 | Nominación        | Resultado |
| ---- | --------------------- | ------------------------- | ----------------- | --------- |
| 2002 | Premios Carlos Gardel | Mejor Grupo Rock          | Angelitos culones | Ganador   |
| 2002 | Premios Carlos Gardel | Mejor Diseño de Portada   | Angelitos culones | Nominado  |
| 2002 | Premios Carlos Gardel | Mejor Videoclip           | Angelitos culones | Nominado  |
| 2005 | Premios Carlos Gardel | Mejor Álbum Grupo de Rock | 25º aniversario   | Nominado  |